# بوشيني أصفر الثمر
بوشيني أصفر الثمر (الاسم العلمي: Puccinia xanthocarpi) هو نوع من الفطريات يتبع جنس البوشيني من فصيلة البوشينية.